# Лятното приключение на Лука
„Лятното приключение на Лука“ (на английски: Luca) е американска компютърна анимация от 2021 г., продуцирана от „Пиксар Анимейшън Студиос“ и разпространявана от „Уолт Дисни Студиос Моушън Пикчърс“. Филмът е режисиран от Енрико Касароса (в неговия режисьорски дебют на пълнометражен филм), със сценарий от Джеси Андрюс и Майк Джоунс, по историята на Касароса, Андрюс и Саймън Стивънсън, продуциран от Андреа Уорън, и озвучен от Джейкъб Трембли и Джак Дилън Грейзър, с Ема Бърман, Саверио Раймондо, Марко Баричели, Мая Рудолф, Джим Гафиган, Питър Сон, Лоренцо Криши, Марина Масирони и Санди Мартин в поддържащи роли.
Разположен на Италианската Ривиера, филмът се съсредоточава върху Лука Пагуро, младо морско чудовище със способността да приема човешка форма, докато е на сушата, което изследва град Порторосо с новия си най-добър приятел Алберто Скорфано, преживявайки променящо живота лятно приключение. „Лука“ е вдъхновен от детството на Касароса в Генуа; няколко художници на Пиксар са изпратени на Италианската Ривиера, изследвайки италианската култура и околната среда. Морските чудовища, „метафора за това да се чувстваш различно“, се основават на стари италиански регионални митове и фолклорни приказки. Подобно на филма La Luna, дизайнът и анимацията са вдъхновени от ръчно рисувани и стоп моушън произведения и стила на Хаяо Миядзаки. Касароса описва резултата като филм, който „отдава почит на Федерико Фелини и други класически италиански режисьори, с нотка на Миядзаки“.
Премиерата на „Лятното приключение на Лука“ е в Аквариума на Генуа на 13 юни 2021 г., като първоначално трябва да бъде пуснат в киносалоните в Съединените щати на 18 юни 2021 г. Въпреки това в отговор на продължаващата пандемия от COVID-19 филмът е пуснат директно на стрийминг платформата „Дисни+“, а също и за ограничено време в El Capitan Theatre. Филмът е пуснат в кината в държави, в които стийминг платформата не е достъпна.
Филмът получава положителни отзиви от критиците, с похвали за неговата визуализация, гласова игра и носталгично усещане. Това е и най-гледаният стрийминг филм за 2021 г., с над 10,6 милиарда гледани минути. Свързан е с късометражния филм, озаглавен Ciao Alberto, който е пуснат в „Дисни+“ на 12 ноември 2021 г.

## Актьорски състав
- Джейкъб Трембли – Лука Пагуро
- Джак Дилън Грейзър – Алберто Скорфано
- Ема Бърман – Джиулия Марсовалдо
- Марко Баричели – Масимо Марсовалдо
- Саверио Раймондо – Ерколе Висконти
- Мая Рудолф – Даниела Пагуро
- Джим Гафиган – Лоренцо Пагуро
- Санди Мартин – морско чудовище и баба на Лука
- Джиакомо Джианиоти – Джиакомо
- Марина Масирони – Г-жа Марсилиезе

## В България
В България филмът излиза по кината на същата дата, разпространен от „Форум Филм България“ в 3D формат.
Синхронен дублаж
| Роля            | Изпълнител          |
| --------------- | ------------------- |
| Лука            | Максим Ялнъзов      |
| Алберто         | Константин Димитров |
| Джулия          | Калина Асенова      |
| Масимо          | Стефан Къшев        |
| Ерколе Висконти | Петър Бонев         |
| Даниела Пагуро  | Ася Рачева          |
| Лоренцо Пагуро  | Светослав Добрев    |
| Баба            | Даринка Митова      |
| Г-жа Марсилиезе | Симона Нанова       |
| Чичо Уго        | Петър Върбанов      |
| Томазо          | Николай Пърлев      |

| Обработка                       | Александра Аудио                      |
| ------------------------------- | ------------------------------------- |
| Режисьор на дублажа             | Десислава Софранова                   |
| Превод                          | Милена Кекеманова                     |
| Тонрежисьори на записа          | Пламен Чернев Ангел Топорчев          |
| Микс студио                     | Shepperton International              |
| Творчески ръководител           | Венета Янкова                         |
| Продуцент на българската версия | Disney Character Voices International |